# Naisten I-divisioona 2023
La Naisten I-divisioona 2023 è la 15ª edizione del campionato di football americano di secondo livello femminile, organizzato dalla SAJL.

## Squadre partecipanti
| Club              | Città     | Stadio | Sponsor ufficiale | Risultato nella stagione 2022 |
| ----------------- | --------- | ------ | ----------------- | ----------------------------- |
| Helsinki Roosters | Helsinki  |        |                   |                               |
| Jyväskylä Jaguars | Jyväskylä |        |                   |                               |
| Kotka Eagles      | Kotka     |        |                   |                               |
| Wasa Royals       | Vaasa     |        |                   |                               |

## Stagione regolare

### Calendario

#### 1ª giornata
| Jyväskylä 3 giugno 2023, ore 13:00 | Jyväskylä Jaguars | 26 – 34 (d.t.s.) (20-6 0-6 6-0 0-14 0-8) referto | Helsinki Roosters | Viitaniemen kenttä |

| Kotka 3 giugno 2023, ore 14:00 | Kotka Eagles | 14 – 13 (6-7 0-6 2-0 6-0) referto | Wasa Royals | Karhulan keskuskenttä |

#### 2ª giornata
| Vaasa 11 giugno 2023, ore 15:00 | Wasa Royals | 34 – 38 (6-6 10-6 6-20 12-6) referto | Helsinki Roosters | Kaarlen kenttä |

| Jyväskylä 11 giugno 2023, ore 18:00 | Jyväskylä Jaguars | 14 – 0 (0-0 0-0 7-0 7-0) referto | Kotka Eagles | Viitaniemen kenttä |

#### 3ª giornata
| Kotka 17 giugno 2023, ore 16:00 | Kotka Eagles | 28 – 38 (6-8 8-8 6-22 8-0) referto | Helsinki Roosters | Karhulan keskuskenttä |

| Vaasa 18 giugno 2023, ore 15:00 | Wasa Royals | 0 – 6 (0-0 0-6 0-0 0-0) referto | Jyväskylä Jaguars | Kaarlen kenttä |

#### 4ª giornata
| Helsinki 1º luglio 2023, ore 18:30 | Helsinki Roosters | 18 – 14 (6-0 0-7 6-7 6-0) referto | Jyväskylä Jaguars | Velodromo di Helsinki |

| Vaasa 2 luglio 2023, ore 15:00 | Wasa Royals | 36 – 34 (d.t.s.) (7-8 3-6 6-0 6-8 14-12) referto | Kotka Eagles | Kaarlen kenttä |

#### 5ª giornata
| Kotka 8 luglio 2023, ore 12:00 | Kotka Eagles | 12 – 0 (6-00-0 0-0 6-0) referto | Jyväskylä Jaguars | Karhulan keskuskenttä |

| Helsinki 9 luglio 2023, ore 14:00 | Helsinki Roosters | 6 – 14 (0-7 0-0 0-7 6-0) referto | Wasa Royals | Velodromo di Helsinki |

#### 6ª giornata
| Jyväskylä 15 luglio 2023, ore 13:00 | Jyväskylä Jaguars | 0 – 22 (0-7 0-7 0-8 0-0) referto | Wasa Royals | Viitaniemen kenttä |

| Helsinki 15 luglio 2023, ore 14:00 | Helsinki Roosters | 26 – 22 (0-0 14-0 6-14 6-8) referto | Kotka Eagles | Velodromo di Helsinki |

### Classifica
La classifica della regular season è la seguente:
- PCT = percentuale di vittorie, G = partite giocate, V = partite vinte,  P = partite perse, PF = punti fatti, PS = punti subiti

| Pos. | Squadra           | PCT  | G | V | N | P | PF  | PS  |
| ---- | ----------------- | ---- | - | - | - | - | --- | --- |
| 1    | Helsinki Roosters | .833 | 6 | 5 | 0 | 1 | 160 | 138 |
| 2    | Wasa Royals       | .500 | 6 | 3 | 0 | 3 | 119 | 98  |
| 3    | Kotka Eagles      | .333 | 6 | 2 | 0 | 4 | 110 | 127 |
| 4    | Jyväskylä Jaguars | .333 | 6 | 2 | 0 | 4 | 60  | 86  |

## Playoff

### Tabellone
|  | Semifinali | Semifinali   | Semifinali |             |    | Finale            | Finale | Finale |  |
|  |            |              |            |             |    |                   |        |        |  |
|  | 2          | Wasa Royals  | 13         |             |    |                   |        |        |  |
|  | 2          | Wasa Royals  | 13         |             |    |                   |        |        |  |
|  | 3          | Kotka Eagles | 8          |             |    |                   |        |        |  |
|  | 3          | Kotka Eagles | 8          |             | 1  | Helsinki Roosters | 18     |        |  |
|  |            |              |            |             | 1  | Helsinki Roosters | 18     |        |  |
|  |            |              | 2          | Wasa Royals | 27 |                   |        |        |  |

### Semifinale
| Vaasa 30 luglio 2023, ore 15:00 | Wasa Royals | 13 – 8 (7-8 0-0 6-0 0-0) referto | Kotka Eagles | Kaarlen kenttä |

### XV Finale Naisten I-divisioona
| Vantaa 5 agosto 2023, ore 18:00 | Helsinki Roosters | 18 – 27 (6-0 0-7 0-13 12-7) referto | Wasa Royals | Myyrmäen jalkapallostadion |

## Verdetti
- Wasa Royals Vincitrici della Naisten I-divisioona 2023